# Бокх I
Бокх I (греч. Βόκχος, лат. Bocchus)— царь Мавретании с 118 по 91 гг. до н. э., пытавшийся в начале Югуртинской войны наладить союзные отношения с Римом.
В 106 году до нашей эры под влиянием своего зятя Югурты вступил в войну на стороне Нумидии, но потерпел несколько тяжёлых поражений в битвах с армией Гая Мария. В 105 году до н. э. последний вынудил его выдать Югурту римлянам, за что Бокх был вознаграждён уступкой части Нумидии. Бокх завязал дружественные отношения с явившимся к нему за пленённым Югуртой квестором Суллой, который, предположительно, немало обогатился благодаря его щедрости.
Бокх и в дальнейшем сохранял лояльность по отношению к Риму. После смерти в 33 году до н. э. его сына Бокха II Мавретания была превращена в римскую провинцию.